# Sjekirice
Gasteropelecidae (sjekirice), porodica malenih ribica iz reda Characiformes. Obihvaća 3 roda s ukupno 9 vrsta. Karakterističan im je ispupčeni trbuh. Rasprostranjene su u vodama Južne Amerike.

## Rodovi
1. Rod Carnegiella, vrste: Carnegiella marthae, Carnegiella myersi, Carnegiella schereri, Carnegiella strigata (mramorna sjekirica)
2. Rod Gasteropelecus, vrste: Gasteropelecus levis, Gasteropelecus maculatus, Gasteropelecus sternicla
3. Rod Thoracocharax, vrste: Thoracocharax securis, Thoracocharax stellatus (srebrna sjekirica)

## Vanjske poveznice
|  | Zajednički poslužitelj ima još gradiva o temi Gasteropelecidae |
|  | Wikivrste imaju podatke o taksonu Gasteropelecidae             |